# Karzeł Pieca
Karzeł Pieca (również ESO 356-4) – karłowata galaktyka sferoidalna znajdująca się w konstelacji Pieca w odległości około 460 000 lat świetlnych od Ziemi. Galaktyka ta jest członkiem Grupy Lokalnej oraz satelitą Drogi Mlecznej. Karzeł Pieca został odkryty w 1938 roku przez Harlowa Shapleya w Boyden Observatory podczas jego pobytu w Afryce Południowej.
Karzeł Pieca zawiera 6 gromad kulistych, z których największa NGC 1049 została odkryta wcześniej niż galaktyka, do której należy. Karzeł Pieca oddala się od Drogi Mlecznej z prędkością ok. 53 km/s. Galaktyka ta nie ma wyraźnego jądra.
Karzeł Pieca zawiera głównie gwiazdy II populacji. Zespół astronomów korzystający z teleskopu VLT pod kierownictwem Else Starkenburg z Kapteyn Astronomical Institute na Uniwersytecie Groningen w Holandii odnalazł w tej galaktyce najstarsze znane gwiazdy. W kilku odkrytych gwiazdach zawartość metali jest nawet 10 tysięcy razy mniejsza niż w naszym Słońcu. Są to najniższe odnotowane kiedykolwiek wartości. Wiek nowo odkrytych gwiazd nie jest dokładnie znany. Zespół astronomów podejrzewa, że gwiazdy te składają się z materii lekko przetworzonej przez grupę pierwszych należących do gwiazd III populacji, która powstała ok. 400 milionów lat po Wielkim Wybuchu.